# Santa Rosa Jáuregui
Santa Rosa Jáuregui – miasto w Meksyku, w stanie Querétaro.